# Pomoczadłek bagiennik
Pomoczadłek bagiennik (Prasocuris phellandrii) – gatunek chrząszcza z rodziny stonkowatych i podrodziny Chrysomelinae.
Gatunek ten opisany został po raz pierwszy w 1758 roku przez Karola Linneusza jako Chrysomela phellandrii.
Chrząszcz o ciele długości od 5 do 6 mm, umiarkowanie wypukłym, silnie wydłużonym i smukłym. Z wierzchu ubarwiony jest ciemnozielono z mosiężnym połyskiem metalicznym, z żółtoczerwonymi bokami przedplecza i pokryw oraz żółtoczerwoną parą podłużnych przepasek przez środek każdej pokrywy, przy czym zwykle nie sięgają one jej przedniego brzegu, a czasem są zredukowane lub całkiem zanikłe. Czułki mają sześć członów nasadowych połyskujących i gładkich, a pięć członów wierzchołkowych rozszerzonych, matowych i gęsto porośniętych włoskami. Siódmy człon czułków zaopatrzony jest w małej długości wyrostek na szczycie. Nieco węższe od pokryw i tylko trochę szersze niż dłuższe przedplecze ma tylną krawędź obrzeżoną listewką. Pokrywy mają boczne krawędzie równoległe i nieorzęsione z tyłu, a ich epipleury są z tyłu silnie zwężone. Silne i głębokie punktowanie pokryw ustawione jest w regularne rzędy, a przestrzeń między punktami jest gładka i błyszcząca. Odnóża mają golenie bez ząbkowatych rozszerzeń, a pazurki bez ząbka u nasady.
Siedliskami tych chrząszczy są brzegi wód i rowów, bagna i różne miejsca podmokłe. Ich roślinami żywicielskimi są przedstawiciele selerowatych, zwłaszcza kropidło wodne i szalej jadowity. Sporadycznie notowane są jako szkodniki lubczyka ogrodowego. Zimują owady dorosłe.
Gatunek znany z krain palearktycznej i nearktycznej. Występuje w Ameryce Północnej, prawie całej Europie, Syberii, Mongolii, północnych Chinach i Japonii. W Polsce jest pospolity.